# Albert Parsons
Pour les articles homonymes, voir Parsons.

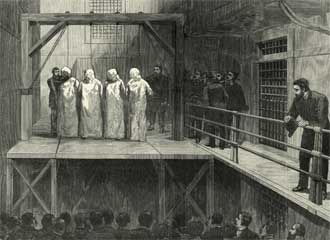
Le 11 novembre 1887, à Chicago, à 11h 30 dans la cour de la prison, exécution par pendaison des anarchistes August Spies, Albert Parsons, Adolph Fischer, George Engel.

Albert Richard Parsons (Montgomery, 20 ou 24 juin 1848 - Chicago, 11 novembre 1887) est un anarchiste américain qui fut pendu après un procès truqué à la suite de l'explosion d'une bombe sur la police à Haymarket Square.

## Biographie
Orphelin à cinq ans, Albert Parsons fut élevé par une esclave, Esther, dans l'Alabama. Ex-soldat de l'armée confédérée, il s’est expatrié à Chicago en 1873, à la suite de son mariage avec une métisse noire, indienne et mexicaine, Lucy Parsons (elle aussi militante anarchiste) ; dans le Sud de cette époque, le Ku Klux Klan s’opposait violemment à ce type d’union. 
Albert se fit embaucher comme composeur au Chicago Tribune avant d’être renvoyé pour ses propos anti-capitalistes. Il travailla ensuite comme imprimeur, essentiellement pour les causes sociales et ouvrière. Il était membre de l’organisation modérée Knights of Labor (devenue en 1886 American Federation of Labor - AFL) et fut membre-fondateur du syndicat Central Labor Union. Parsons pouvait compter sur August Spies comme un allié proche, et édita le journal The Alarm, la version anglaise du Arbeiter-Zeitung. Le chef de la police lui ordonne de quitter la ville s'il ne voulait pas être « pendu à un réverbère ».

### Grèves de 1886
Spies et lui organisent à Chicago le 1er mai 1886 une manifestation pour l'instauration de la journée de huit heures, suivie par 80 000 personnes. La presse se montre particulièrement hostile aux grévistes ; Le Chicago Mail réclame les têtes des organisateurs « deux dangereux chenapans se promènent en liberté dans notre ville ; deux lâches qui ne songent qu'à semer le désordre sans prendre de risques personnels. Il faut prendre ces deux hommes et en faire un exemple. » 
Deux jours plus tard, lors d'un rassemblement de soutien aux ouvriers grévistes de l'entreprise McCormick, la police intervient très durement, tuant quatre personnes et en blessant des dizaines d'autres. Le lendemain, Albert Parsons participe à une manifestation massive dans Haymarket Square. Il s’adressa à la foule pendant près d’une heure. Puis, alors que la foule commençait à quitter les lieux, un contingent de policiers chargea. À ce moment, une bombe dite artisanale explosa et provoqua une mêlée qui fit plusieurs morts, dont huit du côté policier. 

### Procès
Parsons prit la fuite de Chicago après les premières arrestations à la suite de l’attentat, mais y retourna de son plein gré. Avec à sa défense l'avocat William Perkins Black, qui fut par la suite ruiné pour l'avoir défendu, Parsons fut accusé et jugé coupable d'avoir lancé la bombe (tout comme 6 autres militants). Ils furent condamnés à mort et pendus, sauf deux d'entre eux, en 1887. Avant d'être exécuté, Parsons aurait crié : « Laissez entendre la voix du peuple ! ». Ce jour, le 11 novembre 1887, fut dès lors appelé le « Black Friday » (vendredi noir).
Des 12 jurés, aucun n'était ouvrier, 4 déclaraient haïr les radicaux et tous reconnurent ultérieurement être déjà convaincus de la culpabilité des accusés avant le début du procès. Le gouverneur de l'Illinois, John Peter Altgeld, indiquera à la suite de son enquête que « la plupart des preuves présentées devant le procès étaient des faux purs et simples » et que les témoignages avaient été extorqués à des hommes « terrorisés » que la police avait « menacé de tortures s'ils refusaient de signer ce qu'on leur dirait ».

## Bibliographie

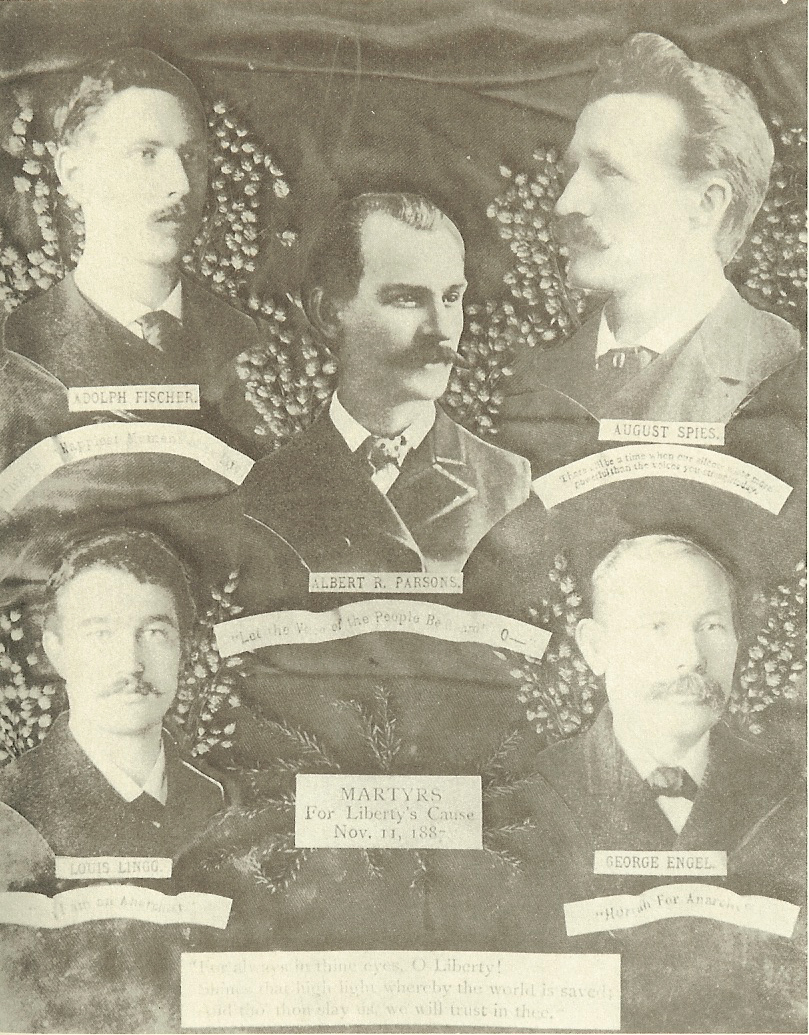
« The Haymarket Martyrs ».

### Notices
- Notices dans des dictionnaires ou encyclopédies généralistes :   - American National Biography
  - Handbook of Texas Online
- Notices d'autorité :   - VIAF
  - ISNI
  - BnF (données)
  - IdRef
  - LCCN
  - GND
  - Belgique
  - Pays-Bas
  - Israël
  - NUKAT
  - Tchéquie
  - WorldCat
- L'Éphéméride anarchiste : notice biographique.
- L'Éphéméride anarchiste : Massacre de Haymarket Square.
- L'Éphéméride anarchiste : La pendaison des anarchistes de Chicago.